# Milovanice
Milovanice je malá vesnice, část obce Postupice v okrese Benešov. Nachází se asi 1,5 km na jihovýchod od Postupic. V roce 2009 zde bylo evidováno 34 adres. Milovanice je také název katastrálního území o rozloze 4,87 km². V katastrálním území Milovanice leží i Holčovice.

## Historie
První písemná zmínka o vesnici pochází z roku 1404.